# Армингтон (Илиноис)
Армингтон (енгл. Armington) град је у америчкој савезној држави Илиноис.

## Демографија
По попису из 2010. године број становника је 343, што је 25 (-6,8%) становника мање него 2000. године.
| Група             | 2000.       | 2010.       |
| Белци             | 356 (96,7%) | 334 (97,4%) |
| Афроамериканци    | 0 (0,0%)    | 0 (0,0%)    |
| Азијати           | 0 (0,0%)    | 0 (0,0%)    |
| Хиспаноамериканци | 10 (2,7%)   | 9 (2,6%)    |
| Укупно            | 368         | 343         |